# 內尼灣
68°12′S 66°58′W / 68.200°S 66.967°W
內尼灣是南極洲的海灣，位於葛拉漢地，西面以內尼島為界，西北面是斯托寧頓島，東南面是羅馬四岬，該海灣由英國探險隊繪入地圖。